# Alpha Ceti
Désignations
Alpha Ceti (α Cet / α Ceti) est une étoile dans la constellation de la Baleine. Elle est aussi appelée par son nom traditionnel, Menkar ou Menkab. Son nom est dérivé du mot arabe منخر mankhar, voulant dire « narine » (de la baleine). D'après la mesure de sa parallaxe annuelle par le satellite Hipparcos, elle est située à environ ∼ 250 a.l. (∼ 76,6 pc) de la Terre.

## Description
Menkar est une géante rouge de type spectral M1,5IIIa. C'est une vieille étoile sur la branche asymptotique des géantes, qui est sortie depuis longtemps de la séquence principale en ayant épuisé son hydrogène et qui est même déjà passée par le stade de combustion de l'hélium. Elle deviendra probablement une étoile très instable comme Mira, avant de perdre ses couches de gaz externes pour former une nébuleuse planétaire, laissant une naine blanche relativement massive.

## Noms
Menkar est le nom propre de l'étoile qui a été approuvé par l'Union astronomique internationale le 20 juillet 2016. 